# Haldă

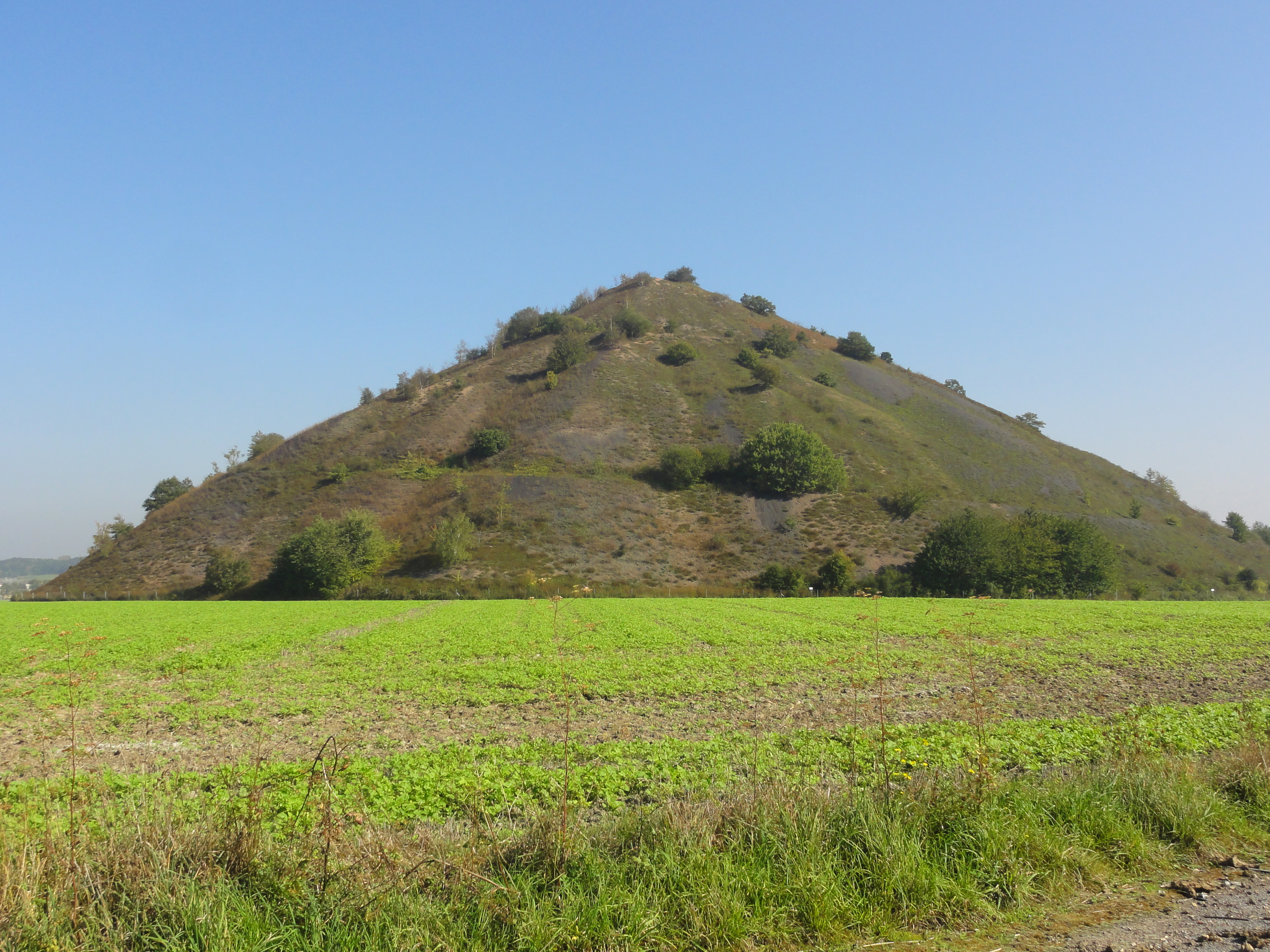
O haldă conică la Bruay-la-Buissière, Hauts-de-France

O haldă este o formă de relief antropogenă, constituită prin depozitarea sterilului provenit din lucrările miniere.

## Descriere fizică

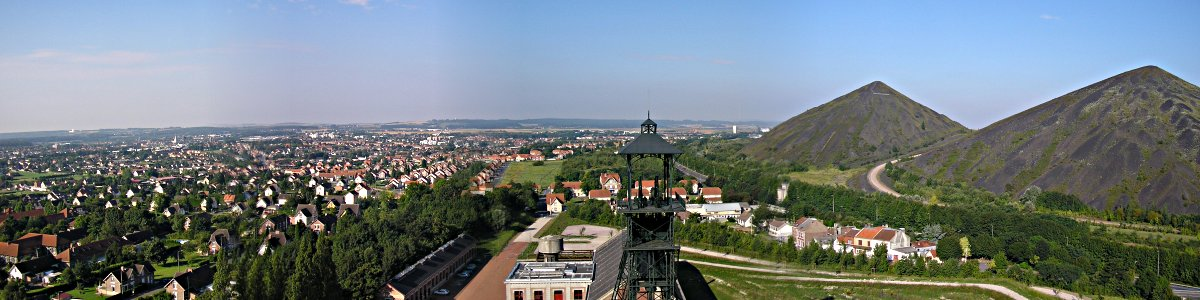
Halde pe situl Écopôle 11/19 din Loos-en-Gohelle (dreapta). Orașul Liévin este în stânga (poză făcută în 2005).

Haldele pot avea formă conică și fi foarte vizibile în peisaj sau pot fi mult mai plate și erodate, mai ales dacă vegetația a reușit să se stabilească. În Loos-en-Gohelle, în fosta zonă minieră din Pas-de-Calais, Franța, se află o serie de cinci conuri perfecte, dintre care două se înalță la 100 m deasupra câmpiei.

## Efectele de mediu

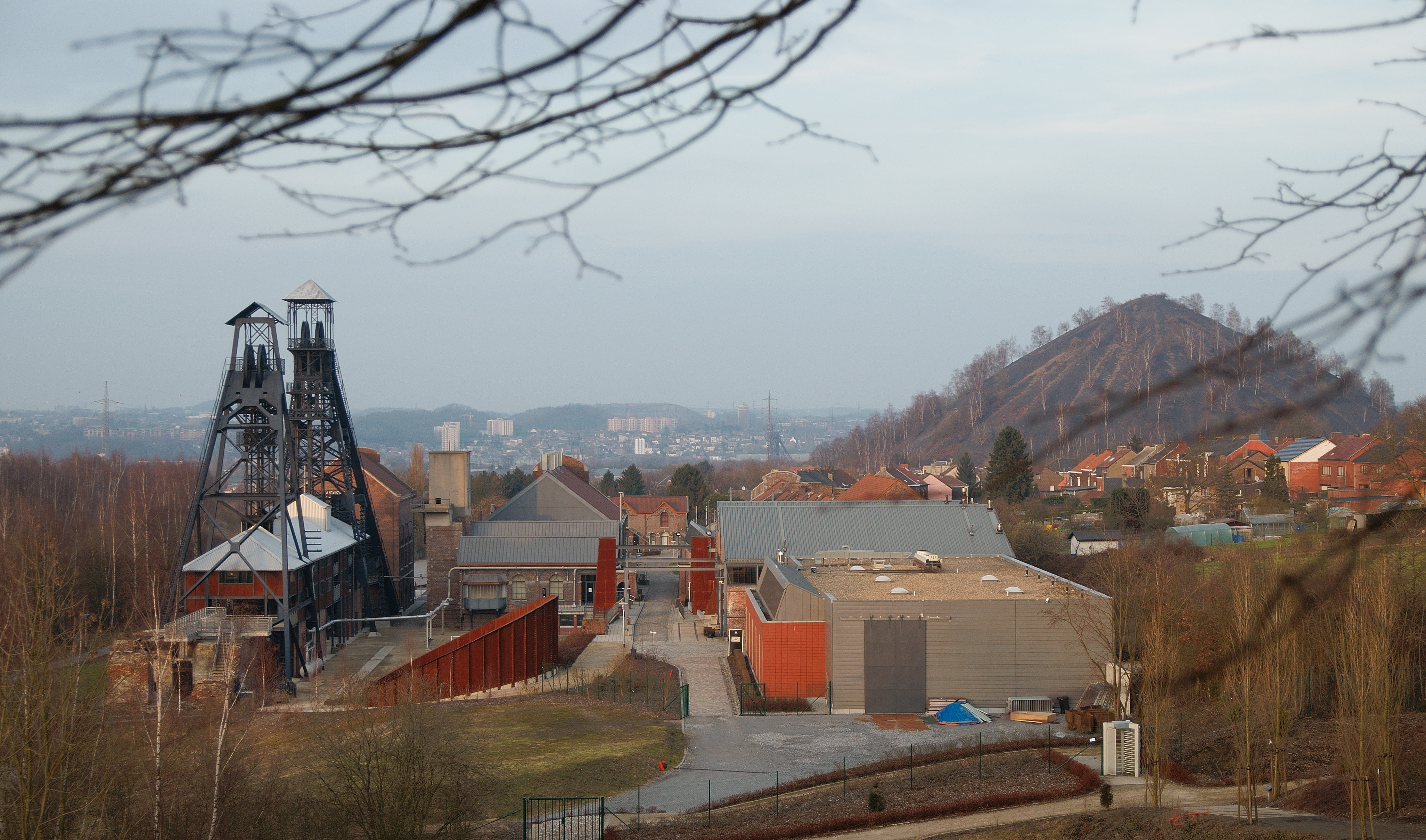
O haldă la Charleroi, Belgia

Masa unor halde poate atinge uneori milioane de tone și, după ce sunt abandonate, rămân niște grămezi uriașe de rocă sterilă. Ele captează căldura solară, făcând dificil (deși nu imposibil) ca vegetația să prindă rădăcini; aceasta încurajează eroziunea și creează pante periculoase și instabile. Tehnicile existente pentru reînverzirea haldelor includ utilizarea geotextilelor pentru a controla eroziunea pe măsură ce locul este acoperit din nou cu sol și vegetația simplă, cum ar fi iarba, este semănată pe versanți.
Haldele produc și drenaj minier acid, care poluează pâraiele și râurile. Problemele de mediu includ scurgerea nămolul și scurgerea compușilor chimici toxici din mormanele de steril în proces de dezagregare. Acestea provoacă contaminarea apelor subterane și alte probleme.
Unele halde constituite din deșeurile unor industrii precum producția de cărbune sau șisturi bituminoase pot conține o proporție relativ mare de hidrocarburi sau chiar praf de cărbune. Poate rezulta arderea subterana spontana, care poate fi urmată de incendii de suprafață. În unele bazine carbonifere astfel de incendii erau considerate normale și nu se încerca stingerea lor.
Problema alunecărilor de teren în cazul haldelor a fost pentru prima dată adusă în atenția publicului în octombrie 1966, când o haldă la Aberfan din Țara Galilor a cedat, ucigând 144 de persoane, dintre care 116 copii. Sterilul a fost adunat deasupra unui izvor, sporind instabilitatea haldei, înălțimea căreia depăea limitele. Apa de la ploile abundente se acumula în interiorul haldei, slăbindu-i structura, până când aceasta a colapsat brusc peste o școală.

## Reutilizare

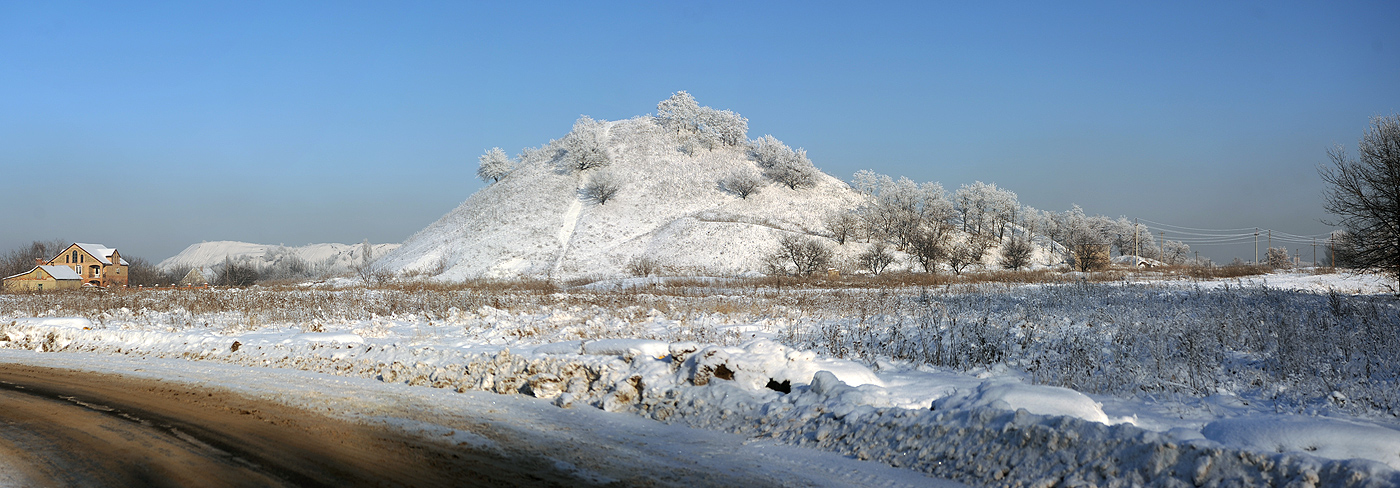
Halde iarna în Donbas, Ucraina. Natura recuperează halda din prim-plan.

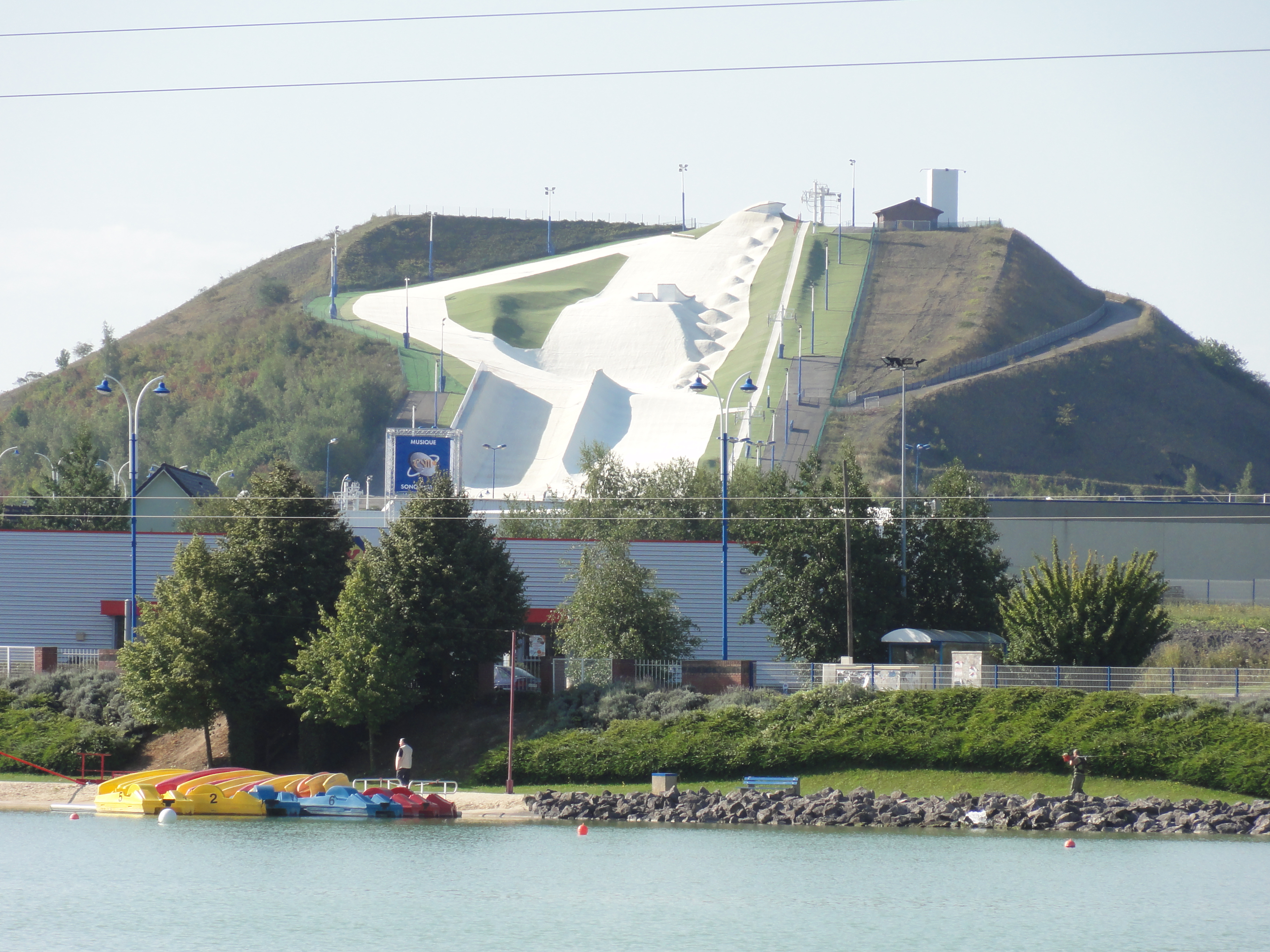
Halda de la Nœux-les-Mines, devenită pistă de schi.

Există mai multe tehnici de reutilizare a haldelor, care includ de obicei fie geotehnica, fie reciclarea. Cel mai frecvent, haldele vechi sunt parțial revegetate pentru a crea spații verzi valoroase, deoarece sunt nepotrivite pentru construcții. În cazul în care se consideră că halda conține cantități suficiente de material rezidual, sunt folosite diferite metode pentru a transporta materialul la o altă locație în vederea prelucrării ulterioare.
Cele mai vechi halde de cărbune pot conține încă suficient cărbune pentru a începe arderea lentă spontană. Aceasta are ca rezultat o formă de vitrificare a șisturilor, care apoi capătă o rezistență mecanică suficientă pentru a fi utilizate la construcția de drumuri. Unele pot avea, prin urmare, o nouă viață, fiind exploatate; de exemplu, halda aplatizată de de la situl 11/19 Loos-en-Gohelle. Pe de altă parte, altele sunt păstrate cu grijă din cauza valorii lor ecologice. Cu trecerea timpului au fost colonizate de o floră și faună variată, uneori străină regiunii. În sudul Țării Galilor unele halde sunt protejate ca situri de interes științific special, deoarece oferă un habitat unic pentru 57 de specii de licheni, dintre care multe sunt expuse riscului deoarece arealul lor limitat este ținta dezvoltării imobiliare și a din cauza răspândirii vegetației.
Unele halde sunt folosite pentru diverse activități sportive. Pârtiile de la 19/11 la Loos-en-Gohelle sau la Nœux-les-Mines, sunt folosite pentru sporturile de iarnă, de exemplu schi și sanie. În Belgia a fost deschisă în 2005 o potecă pe distanțe lungi de-a lungul haldelor (GR-412, Sentier des terrils). Duce de la Bernissart în Hainaut de vest la Blegny în provincia Liège.
În Statele Unite companiilor miniere nu li se permite să lase în urmă halde abandonate de la adoptarea Surface Mining Control and Reclamation Act în 1977.

## Exemple

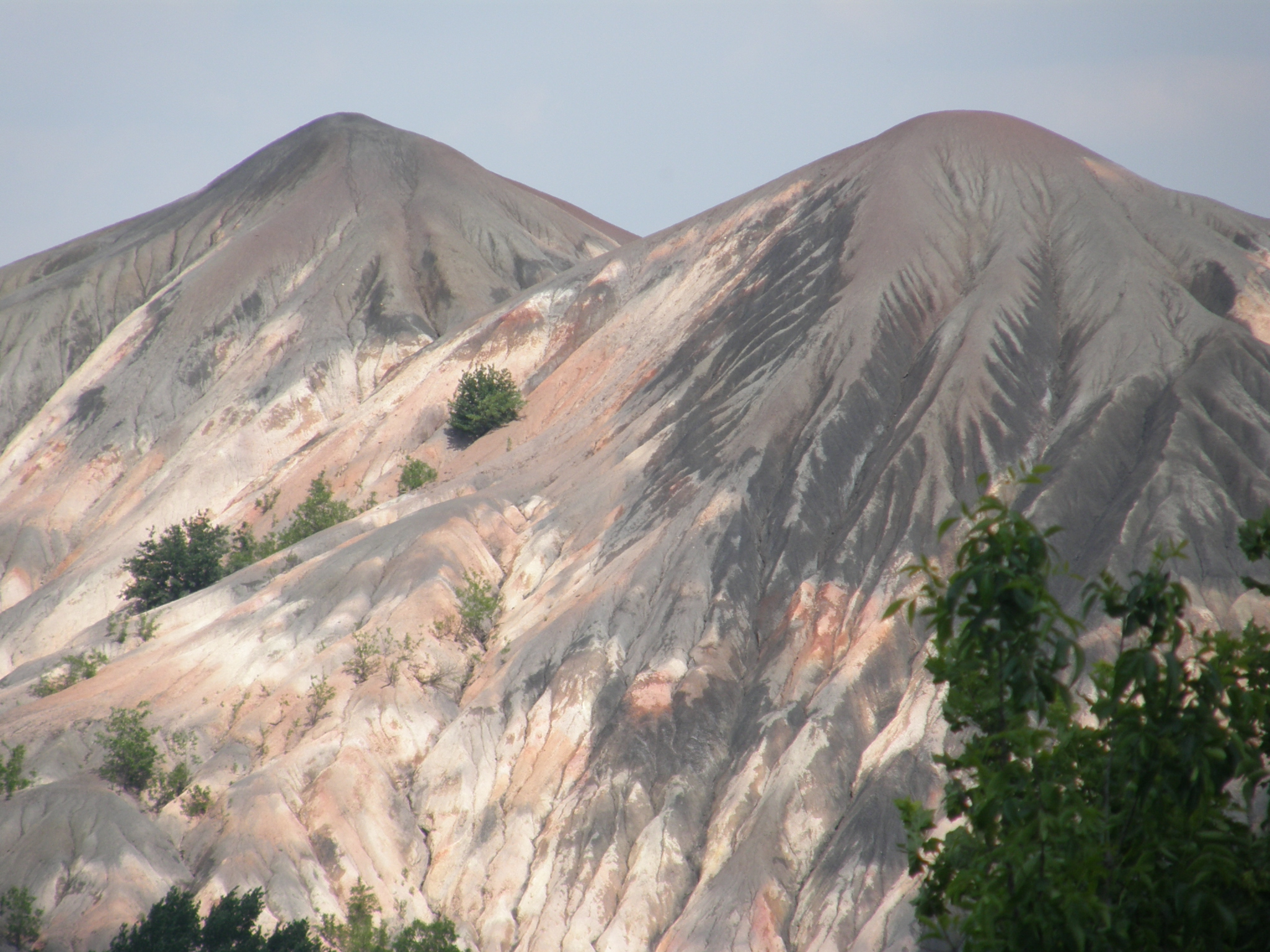
Halde la Donețk, Ucraina

Una dintre cele mai înalte, cel puțin în Europa de Vest, se află în Loos-en-Gohelle, în fosta zonă minieră din Pas-de-Calais, Franța. Acesta cuprinde o serie de cinci conuri, dintre care două ajung la 180 m, depășind cel mai înalt vârf din Flandra, Mont Cassel. Una dintre regiunile cele mai „bogate” cu halde din Europa este Donbas, în Ucraina, în special în jurul orașului Donețk, unde se găsesc aproximativ 130 dintre ele. În ucraineană ele sunt numite terikonî (la singular: terikon) din cauza formei lor.
La Heringen, Hessa, Germania, se găsește așa-numitul „Monte Kali”, constituit din exploatării de potasă și care se ridică la aproximativ 200 de metri deasupra terenului înconjurător. „La Muntanya de Sal” (Muntele de sare), o altă haldă de la o mină de potasiă, se află în Cardona, Catalonia, cu aproximativ 120 m înălțime. O haldă mai mare și mai înaltă este „El runam del Cogulló” în Sallent, care a crescut deja mai sus decât micul munte după care a fost numită (El Cogulló, 474 m deasupra nivelului mării).